# Affaire Yoan Gomis
Pour les articles homonymes, voir Gomis.
L'affaire   est une affaire criminelle française concernant trois viols, trois tentatives de viol et une agression sexuelle commis entre le 11 septembre 2012 et le 2 février 2013 à Marseille.
L'affaire sort de l'ordinaire car les suspects vivant ensemble dans un studio de la Belle de Mai sont deux jumeaux monozygotes, ce qui implique qu'ils partagent le même ADN et que donc les preuves forensiques disponibles ne sont pas suffisantes. Faute d'aveux, la police met un certain temps à cibler le vrai coupable, Yoan Gomis, d'autant que les jumeaux sont particulièrement proches, s'échangent leurs vêtements, leurs téléphones portables, etc. et utilisent la même voiture. Son frère Elvin Gomis faisant dix mois de détention provisoire avant d'être disculpé et de bénéficier d'un non-lieu,. La différence est que Yoan Gomis souffre de surdité depuis la naissance, ce qui rend son élocution difficile, et porte un appareil auditif, ce qui le complexe. Le mode opératoire est le même, repérant une victime potentielle dans la rue au petit matin ou tard dans la nuit, le violeur la ceinture, la traîne à l'écart et lui impose une fellation avant de s'enfuir en ayant volé ses affaires. 
Le 7 septembre 2015, Yoan Gomis, âgé de 26 ans, livre des aveux complets lors du premier jour de son procès. Le 10 septembre 2015, en fin d'après-midi, la cour d'assises des Bouches-du-Rhône le condamne à 12 ans de réclusion criminelle et une injonction de soins de 5 ans, une peine inférieure aux requisitions (18 ans de réclusion criminelle assortis d'une mesure de sûreté des deux tiers) de l'avocat général Olivier Couvignou,.  

### Documentaires télévisés
- « Vrai jumeau, faux coupable » (premier reportage) dans « ... dans la cité Phocéenne » le 30 octobre 2017 dans Crimes sur NRJ 12.
- « Affaire Gomis : vrais jumeaux, faux coupable » dans Enquêtes criminelles : le magazine des faits divers le 14 mars 2018 sur W9.
- « Gomis : 2 frères jumeaux, 1 seul coupable » dans Faites entrer l'accusé le 10 Mars 2024 sur RMC Story.